# Redonda leukasmena
La mariposa paramera del Cendé (Redonda leukasmena),  es una especie de mariposa, de la familia Nymphalidae, que fue descrita por los entomólogos Viloria y Camacho, en 2015.